# 阿基米德
阿基米德（希臘語：´Αρχιμήδης；前287年—前212年），希腊化时代数学家、物理学家、发明家、工程师、天文学家。出生于西西里岛的锡拉库扎，据说他在亞歷山卓求学时期，发明了阿基米德式螺旋抽水机，今天的埃及仍在使用。第二次布匿战争时，罗马共和國围攻锡拉库扎，阿基米德死于罗马士兵之手。
阿基米德对数学和物理学的影响极为深远，被视为古希臘最杰出的科学家。美国数学史学家埃里克·坦普尔·贝尔在其《数学大师》一书中将阿基米德与牛頓和高斯并列为有史以来最伟大的三位数学家。

## 传记
阿基米德于约公元前287年出生于意大利南部海岸的港口城市锡拉库扎，当时是大希腊的自治殖民地。其生日是根据拜占庭希臘裔历史学家约翰·策策斯的阿基米德活了75岁的说法推算的。依照阿基米德的《数沙子》，阿基米德之父名为菲迪亞斯（希腊文：Φειδίας，Pheidias），是一个天文学家，除此之外我们对其一无所知。普魯塔克于《名人传》中写道，阿基米德与锡拉库扎的统治者希伦二世有血缘关系。其友赫拉克利特（Heracleides）为阿基米德撰写的传记已经失传，使他生活点滴成为谜团。我们无从得知他是否结婚，或育有后代。他在年轻时可能曾在古埃及亞歷山卓学习，科农和埃拉托斯特尼是他的同辈。他把科农称作是他的朋友，他在另两本著作《机械理论方法》和《奶牛问题》之引言里提到了埃拉托斯特尼。[a]
约公元前212年，阿基米德死于第二次布匿战争中，当时罗马共和國马克卢斯将军领导的罗马军队在历时两年攻城戰后占领了锡拉库扎城。根据来自普魯塔克的知名说法：当城市被占领时，阿基米德还在思考一个数学画图问题。一名罗马士兵要求他去面见马克卢斯将军。他拒绝了，说要完成这个难题。士兵愤怒难当，挥剑杀死了阿基米德。关于阿基米德之死，普魯塔克的一个不太出名说法认为他在尝试向罗马士兵投降的时候死亡。按照这个故事，阿基米德当时携带着数学仪器，士兵以为是什么贵重物件，因而杀了他。依记载，马克卢斯将军对阿基米德之死感到很生气，他认为阿基米德是重要的科学家并下令不得伤害他。马克卢斯曾称阿基米德为“几何学的巨人”。

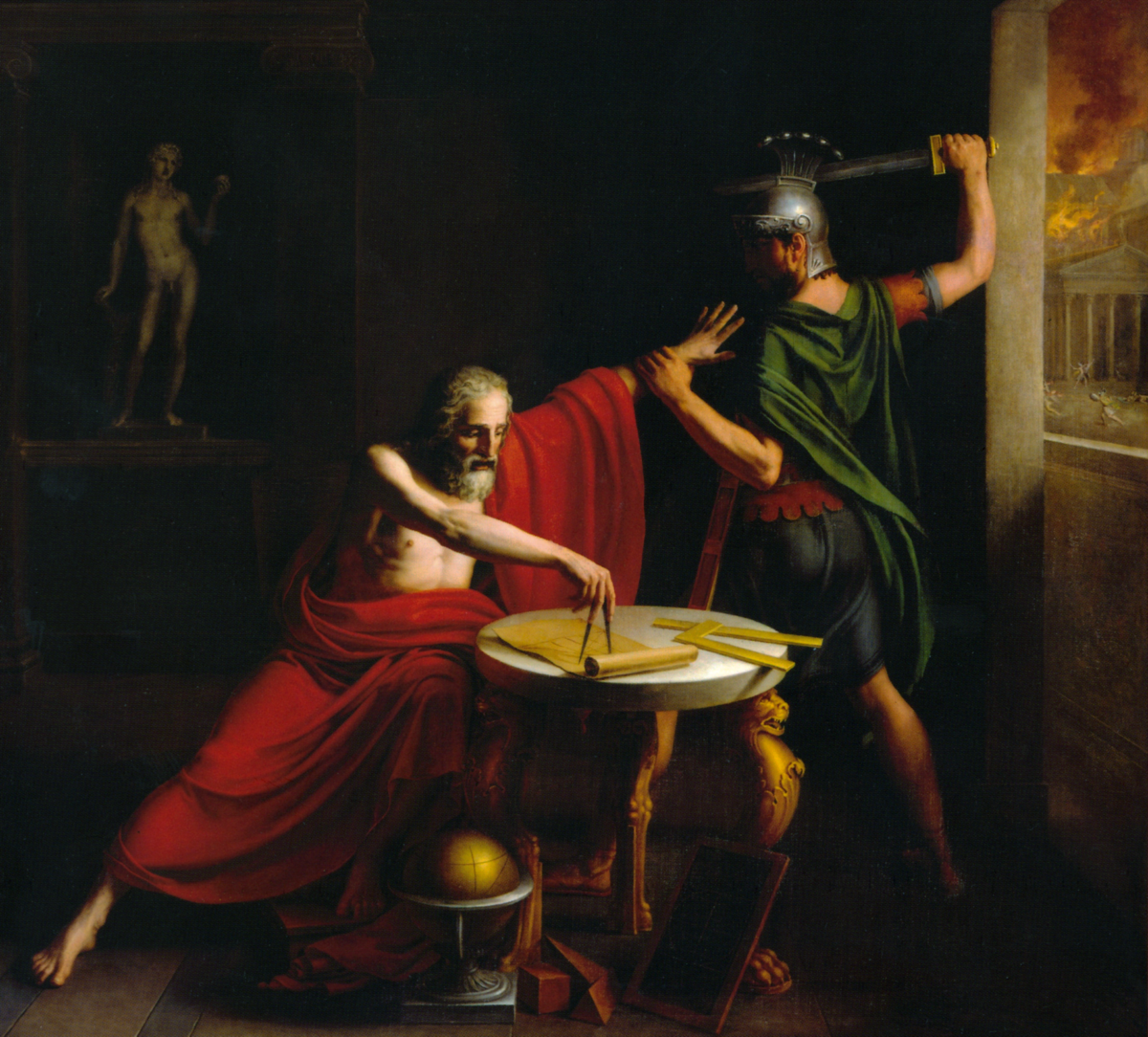
《阿基米德之死》 （1815年，Thomas Degeorge画作）

相传阿基米德的遗言是“别打扰我的圆圈”，指当时他被罗马士兵打扰时正在研究的数学画图法中的圆圈。在拉丁语中常作“Noli turbare circulos meos”，但没有确凿证据表明阿基米德确实说了这些话，这在普魯塔克的说法中也没有出现。公元1世纪，瓦莱里乌斯·马克西姆斯在《难忘的事迹名言》（英：Memorable Doings and Sayings）中记载为：“...sed protecto manibus puluere 'noli' inquit, 'obsecro, istum disturbare'”（“……以双手保护着沙尘，说：‘求你了，别打扰它！’”）。这句话对应的纯正希腊语版本是"μὴ μου τοὺς κύκλους τάραττε!" （拉丁文转写：Mē mou tous kuklous taratte!）。

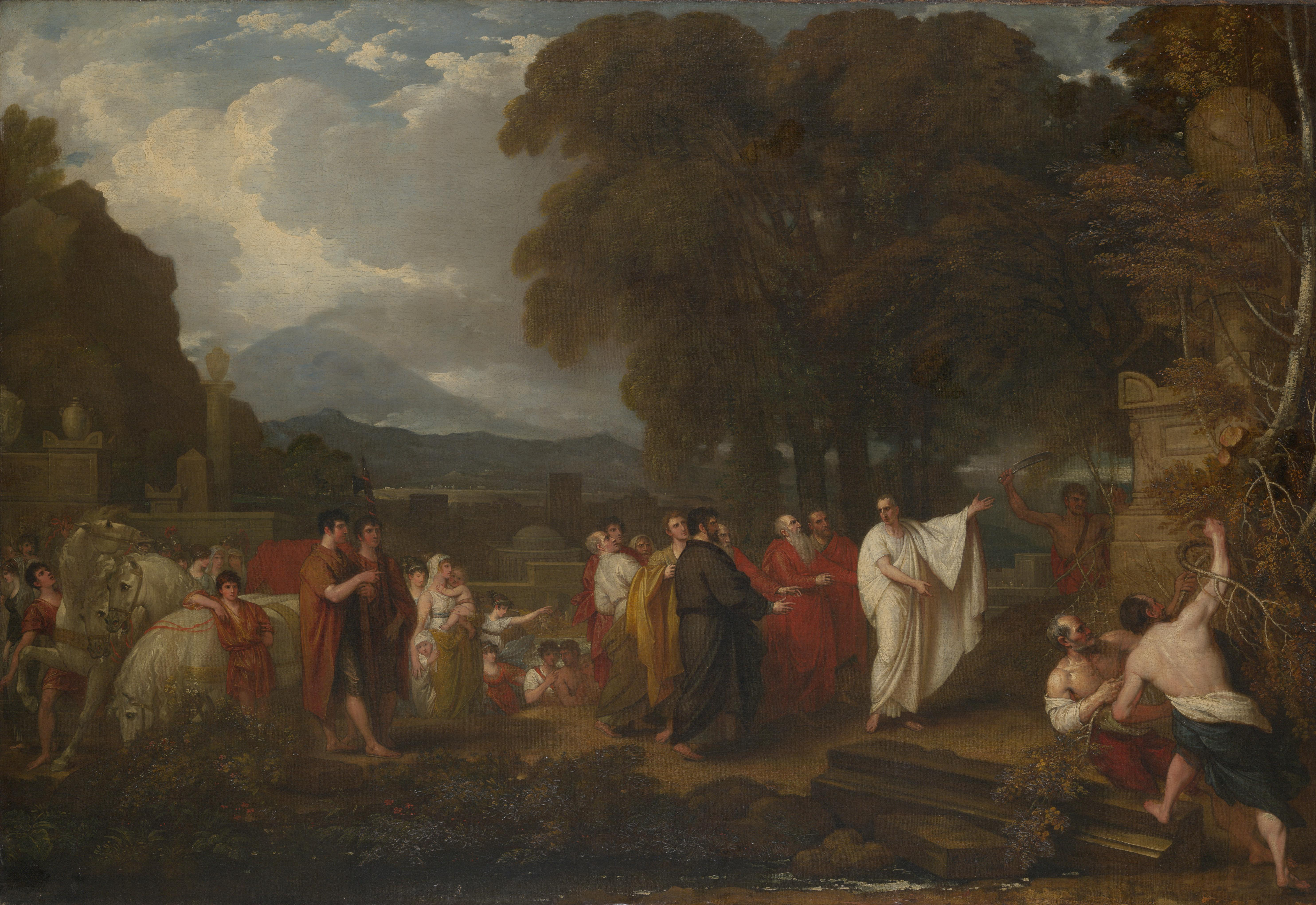
Cicero Discovering the Tomb of Archimedes （1805年，本杰明·韦斯特画作）

阿基米德之墓上刻着其最喜爱的数学证明的雕塑，包括高度、直径相同的球面和圆柱体。他曾证明球表面积等于其外切圆柱体侧面表面积，球的体积是外切圆柱体体积的2/3。公元前75年，阿基米德死后137年，罗马演说家西塞罗在西西里担任财务官。他听说了阿基米德之墓的故事，但当地没有人能告诉他其之具体位置。最终，他在锡拉库扎的阿格里真托之门附近寻到其墓，无人照料，灌木丛生。西塞罗打扫了其墓，得以阅览其上镌刻的碑文和雕刻。1960年前期，锡拉库扎当地丽景酒店曾发现一座坟墓，据称属于阿基米德，但没有任何证据可以表明这一点。如今，无人知晓其墓地的具体位置。
“阿基米德传”的标准版本，在他死后许久才由古罗马历史学家写就。锡拉库扎攻城由波利比烏斯在记于其《通史》（英文：“Universal History”）中，大约在阿基米德死后70年写就，此后被普鲁塔克和蒂托·李维引用。此文主要着墨与其为保卫城市所建的“战争机器”，未有详述阿基米德为人。

## 生平

### 亚历山大里亚求学
公元前287年，阿基米德出生在西西里島東南端的敘拉古城。阿基米德的父親是天文學家和數學家，所以他從小受家庭影響，十分喜愛數學。在當時古希臘的輝煌文化已經逐漸衰退，經濟、文化中心逐漸轉移到托勒密王朝的亞歷山大城，大概在他九歲時，父親送他到埃及的亞歷山大城唸書，亞歷山大城是當時西方世界的知識、文化中心，學者雲集，舉凡文學、數學、天文學、醫學的研究都很發達，阿基米德在這裡隨許多著名的數學家學習，包括有名的幾何學大師歐幾里得。

### 回到敘拉古
在經過許多年的求學歷程後，阿基米德回到故鄉敘拉古。據說敘拉古的國王希伦二世與阿基米德的父親是朋友，一說國王與他們是親戚關係。總之，阿基米德受到國王的禮遇，經常出入宮廷，並常與國王、大臣們暢談國事或閒話家常。阿基米德在這種優裕的環境下，作了幾十年的研究工作，並在數學、力學、機械方面取得了許多重要的發現與成就，成為上古時代歐洲最有創建的科學家。
據說阿基米德經常為了研究而廢寢忘食，走進他的住處，隨處可見數字和方程式，地上則是畫滿了各式各樣的圖形，牆上與桌上也無法倖免地成了他的計算板。

### 布匿战争时期
公元前3世紀末，正是羅馬共和國與迦太基，為了爭奪西西里島的霸權而開戰的時期。地處西西里島的敘拉古一直都是投靠羅馬，但是公元前216年迦太基大敗羅馬軍隊，敘拉古的新國王希罗尼姆斯（希倫二世的孫子），立即見風轉舵與迦太基結盟，羅馬共和國於是派馬克盧斯將軍領軍從海路和陸路同時進攻敘拉古。國難當前，保家衛國的責任感促使阿基米德奮起抗敵，於是他絞盡腦汁，日以繼夜的發明各種禦敵武器。
當時阿基米德造了巨大的起重機，可以將敵人的戰艦吊到半空中，然後重重摔下使戰艦在水面上粉碎；他還利用槓桿原理製造出一批投石機，凡是靠近城牆的敵人，都難逃他飛石與標槍的攻擊。這些武器弄得羅馬軍隊驚慌失措、人人害怕，連大將軍馬克盧斯也不得不承認「這是場羅馬艦隊與阿基米德一人的戰爭」、「阿基米德簡直是神話中的百手巨人」。

### 阿基米德之死
由於久攻不下，馬克盧斯決定改變策略，以圍城的持久戰來斷絕城內糧食，這個妙計使得阿基米德也無可奈何。公元前212年，敘拉古城終於被羅馬軍隊攻陷。相傳羅馬軍隊進城時，阿基米德還在自家前的地上畫圖研究幾何問題。羅馬士兵走近沉思中的阿基米德，要求他立刻前去面見馬克盧斯，並踩壞了畫在沙地上的圖形。阿基米德大罵：「別碰我的圖！」士兵一氣之下便殺了阿基米德。

## 成就

### 數學

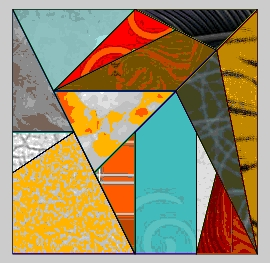
“Stomachion”是阿基米德再生羊皮書裡的一個類似七巧板的拼圖，由14块碎片组成的幾何拼圖問題。

對於阿基米德來說，工程機械和物理上的發明只是次要的，他更感興趣而且投注更多時間的是純理論上的研究，尤其是在數學和天文學方面。在數學方面，他利用「逼近法」算出球表面積、球體積、拋物線、橢圓面積，後世的數學家依據這種方法加以發展成近代的「微積分」。他還研究出螺旋形曲線的性質，現今的「阿基米德螺線」曲線，就是為紀念他而命名。另外他在《數沙者》一書中，他創造了一套記錄龐大數目的方法，簡化了記數的方式。
經由研究阿基米德再生羊皮書上的文字，科學家發現了失傳的阿基米德手稿，並加以解讀。在殘卷《方法》命題14中，阿基米德提出無窮大的概念，是現代集合論的基礎。在殘卷《Stomachion》（中文译名为“阿基米德小房”，英文译名直译为“阿基米德盒子”）中，由教士約翰·麥隆納斯於公元1229 年4 月14 日抄寫，想在耶穌復活周年日，當作禮物獻給教會，阿基米德經由一種類似七巧板的圖形遊戲，研究以十四片碎片組成正方形的所有拼法（一共17152种方法，并可分成536个大类），成為組合學最早的開端。
當阿基米德經常被視為一個機械裝置的工程師時，他也做了有關於數學領域的貢獻。普魯塔克寫道：「他將他全部的情感和野心完全的投注在那些單純的猜測裡頭，而在那裡可能不需要有庸俗的生活。」
阿基米德使用無窮小量的數學分析方式，類似現在的微積分。通过反證法，他甚至可以讓問題的答案達到任意精確度，同時也给出答案所在的范围。這種技術被稱為窮举法，并且他使用这种方法计算出了圆周率的近似值。他做出圆的外接多边型和内接多边型。隨著多邊形的邊數增加，將會越来越接近圓。
阿基米德將歐幾里得提出的趨近觀念作了有效的運用，他提出圓內接多邊形和相似圓外切多邊形，當邊數足夠大時，兩多邊形的周長便一個由上，一個由下的趨近於圓周長。他先用六邊形，以後逐次加倍邊數，到了九十六邊形，阿基米德計算出其面積，並且指出圓周率的值:{\displaystyle {223 \over 71}} <Π <  {\displaystyle {\frac {22}{7}}}；:也就是  {\displaystyle 3.140845<\pi <3.142857}
他還證明了圓面積等於圓周率乘以半徑的平方。在球体和圆柱的研究中，阿基米德假設，一个任意的数在自加足够多的次数之后，会大于任意一个给定的数。這被稱為实数的阿基米德性質。另外他算出球的表面積是其內接最大圓面積的四倍。而他導出圓柱內切球體的體積是圓柱體積的三分之二，這個定理就刻在他的墓碑上。
在其著作《圆的测量》中，阿基米德给出了3的平方根的近似值，介於265 ⁄ 153 (约为1.7320261)和1351 ⁄ 780 (约为1.7320512)之間。其實際值大约為1.7320508，这是一個非常準確的近似值。他直接给出了结果却没有给出任何计算方法的解释。由此，约翰·沃利斯作出如下评价：「这就像是故意的，似乎阿基米德已经决定不向后人们透露他的算法的秘密，只是强迫他们接受他的结果。」

### 几何学
阿基米德是第一位講科學的工程師，在他的研究中，使用歐幾里得的方法，先假設，再得到結果，他不斷地尋求一般性的原則用於特殊的工程上。他的作品始終融合數學和物理，因此阿基米德成為物理學之父。
他應用槓桿原理於戰爭，保衛西拉斯鳩的事蹟是家喻戶曉的。而他也以同一原理導出部分球體的體積、回轉體的體積（橢球、回轉抛物面、回轉雙曲面），此外，他也討論阿基米德螺線（例如：蒼蠅由等速旋轉的唱盤中心向外走去所留下的軌跡），圓、球體、圓柱的相關原理，成就斐然。

### 天文学
在天文學方面，阿基米德曾運用水力製作一座天象儀，球面上有日、月、星辰和五大行星，根據記載，這個天象儀不但運行精確，連何時會發生月食、日食都能加以預測。晚年的阿基米德開始懷疑地球中心學說(地心說)，並猜想地球有可能繞太陽轉動，這個觀念一直到哥白尼時代才被人們提出來討論。

### 其他

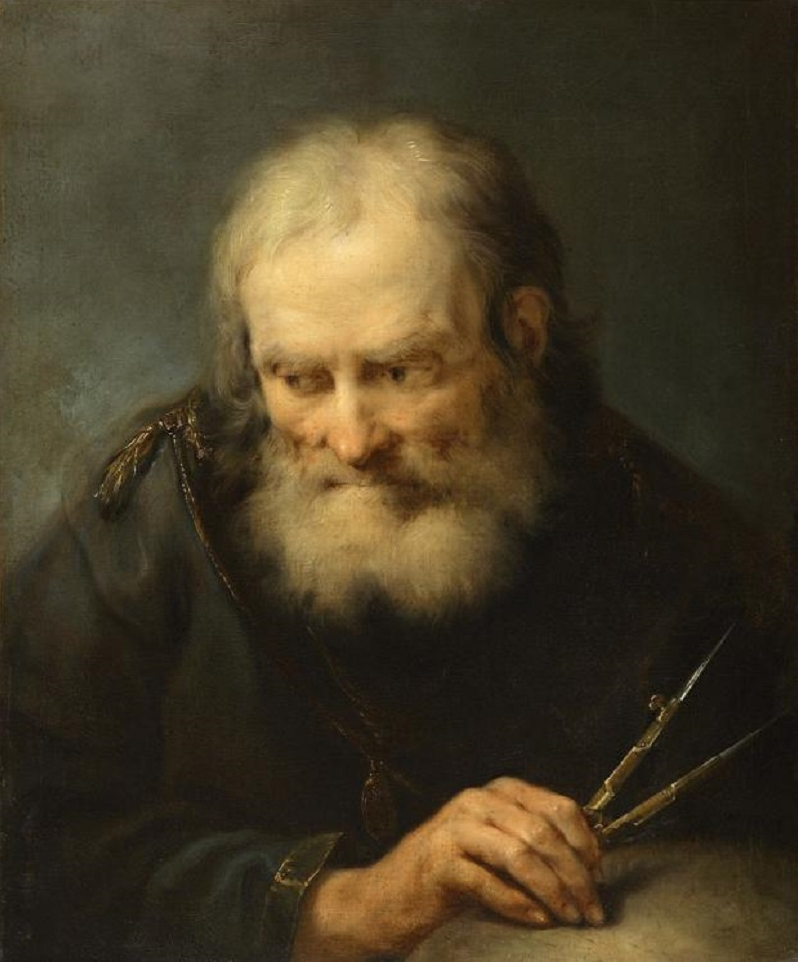
手持圓規研究圖形的阿基米德。

虽然杠杆原理不是阿基米德发現的，但是他在他的卫面平衡研究中解释了其工作原理。以亚里士多德的追随者为主的逍遥学派学校中曾出现过更早的关于杠杆的描述，也有说是阿尔库塔斯。根據帕普斯所述，阿基米德关于杠杆的研究曾引出过其非常著名的一句話：「給我一個支點，我可以舉起整個地球。」普魯塔克曾描述过阿基米德是如何设计滑轮机构的，该机构可以让水手们利用杠杆原理提起那些过重的无法单凭人力搬运的物品。阿基米德也被认为曾改进过投射器的威力和准确度，并且发明了在第一次布匿战争中使用的计程器。这个计程器是一种车辆的形式，在每行驶过一定距离后车上的齿轮机构就会向特定容器中投入一个球。
西塞羅在他的对话录《国家论》中曾大致提到过阿基米德，这部对话录描述了一段发生在公元前129年的虚构的谈话。公元前212年，据说在占领敘拉古之后，馬庫斯·克勞狄斯·馬塞勒斯将军将两部用于天文学的机械装置带回了罗马，这两部装置显示了太阳，月亮和五个行星的运动。西塞羅还提到了由泰勒斯和欧多克索斯设计的类似装置。对话录表明，马塞勒斯将其中一部机器据为已有，另外一部则捐赠给了罗马的功德庙。马塞勒斯持有的那一部后来被公开展示，据西塞罗说，加勒斯向斐勒斯演示的过程被后者记录如下
这是一段关于天象仪或是太阳系仪的描述。帕普斯曾說过，阿基米德有一些手稿（现已丢失）被命名为“球体制造”，其中有关于此类机械装置的制造方法。在这方面的现代研究主要集中在安提基特拉機械上，这是另外一个可能出于相同目的而设计的古代机械。制造这类机械需要极其尖端的差动齿轮知识和技术。这曾一度被认为已经超出了古代的技术能力范畴，但1902年发现的安提基特拉机械可以证明早在古希腊这类装置就已经出现了。

## 著作
- 《方法論》
- 《浮體論（英语：On Floating Bodies）》：此書討論物體的浮力，研究了旋轉拋物體在流體中的穩定性
- 《球與圓柱論（英语：On the Sphere and the Cylinder）》：此書從幾個定義和公理出發，推出關於球與圓柱面積和體積等50多個命題
- 《平面圖形的平衡或其重心（英语：On the Equilibrium of Planes）》：此書從幾個基本假設出發，通過嚴格的幾何方法論證力學原理，並求出若干平面圖形的重心
- 《數沙者》：此書主要講述設計一種可以表示任何大數目的方法
- 《槓桿論》
- 《劈錐曲面體與球體論》
- 《抛物線求積（英语：The Quadrature of the Parabola）》
- 《螺線論（英语：On Spirals）》

## 轶事

### 真假皇冠

阿基米德可能使用了浮力的原理来判断黄金王冠的密度是否小于等同质量的纯金块。

希倫二世國王，請金匠用純金打造了一頂純金王冠，做好了以後，吹哨者密報金匠造假摻了「白銀」在裡面，但是又不能把王冠毀壞來鑑定。阿基米德想了好久，一直沒有好方法，吃不下飯也睡不好覺。有一天，他在洗澡的時候發現，當他坐在浴盆裡時水位上升了，這使得他想到了：「上升了的水位正好應該等於王冠的體積，所以只要拿與王冠等重量的金子，放到水裡，測出它的體積，看看它的體積是否與王冠的體積相同，如果王冠體積更大，這就表示其中造了假，摻了銀。」
阿基米德想到這裡，不禁高興的從浴盆跳了出來，赤身裸體跑了出去，邊跑還邊喊著：「尤里卡，尤里卡！」（希臘語:εύρηκα，意即「發現了！」）然經過證明之後，王冠中確實含有白銀，阿基米德成功的揭穿了金匠的舞弊詭計，國王對他當然是更加的信服了。
後來阿基米德將這個發現進一步總結出浮力理論，為浮體學建立了基本的定理，並寫在他的《浮體論》著作裡，也就是：物體在流體中所受的浮力，等於物體所排開的流體的重量。

### 舉起地球

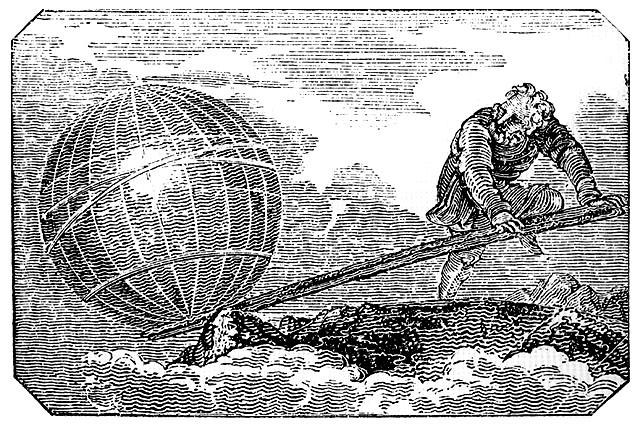
阿基米德說過：「给我一个支点和杠杆，我可以鏟起整個地球。」

阿基米德對於機械的研究源自於他在亞歷山大城求學時期。有一天阿基米德在久旱的尼羅河邊散步，看到農民提水澆地相當費力，經過思考之後他發明了一種利用螺旋作用在水管裡旋轉而把水吸上來的工具，後世的人叫它做「阿基米德螺旋提水器」，埃及一直到二千年後的現在，還有人使用這種器械。這個工具成了後來螺旋推進器的先祖。
當時的歐洲，在工程和日常生活中，經常使用一些簡單機械，譬如螺絲、滑車、槓桿、齒輪等，阿基米德花了許多時間去研究，發現了「槓桿原理」和「力矩」的觀念，對於經常使用工具製作機械的阿基米德而言，將理論運用到實際的生活上是輕而易舉的。他曾說只要給他一個支點和棒子，他就可以舉起整個地球（當然這只是比喻，因為太空沒有重力）。
剛好此時國王希倫二世遇到了一個棘手的問題：他替埃及托勒密王造了一艘船，但因為船太大太重，無法放進海裡，國王就對阿基米德說：「你連地球都舉得起來，把一艘船放進海裡應該很容易吧？」於是阿基米德迅速地巧妙組合各種機械，造出一架機具。在一切準備妥當後，將牽引機的繩子交給國王，國王輕輕一拉，大船果然移動下水，國王不得不為阿基米德的天才所折服。從這個歷史故事我們可以知道，阿基米德可能是當時全世界對於機械的原理與運用，瞭解最透徹的人。

## 延伸阅读
- Carl Benjamin Boyer. . New York: Wiley. 1991. ISBN 0-471-54397-7.
- Clagett, Marshall.  5 vols. Madison, WI: University of Wisconsin Press. 1964–1984.
- 爱德华·扬·戴克斯特豪斯. . Princeton University Press, Princeton. 1987. ISBN 0-691-08421-1. Republished translation of the 1938 study of Archimedes and his works by an historian of science.
- Gow, Mary. . Enslow Publishers, Inc. 2005. ISBN 0-7660-2502-0.
- Hasan, Heather. . Rosen Central. 2005. ISBN 978-1-4042-0774-5.
- T. L. Heath. . Dover Publications. 1897. ISBN 0-486-42084-1. Complete works of Archimedes in English.
- Netz, Reviel; Noel, William. . Orion Publishing Group. 2007. ISBN 0-297-64547-1.
- 柯利弗德·皮寇弗. . Oxford University Press. 2008. ISBN 978-0-19-533611-5.
- Simms, Dennis L. . Continuum International Publishing Group Ltd. 1995. ISBN 0-7201-2284-8.
- Stein, Sherman. . Mathematical Association of America. 1999. ISBN 0-88385-718-9.

http://www.wilbourhall.org （页面存档备份，存于） 《阿基米德著作》Heiberg版的PDF扫描件，现属公共领域]
- 英文翻译版： 《阿基米德著作》（The Works of Archimedes）, trans. T.L. Heath; 补充： 《力学理论方法》（The Method of Mechanical Theorems）, trans. L.G. Robinson